# Adolf Friedrich Nolde
Adolf Friedrich Nolde, auch Adolph Friedrich Nolde (* 1. Mai 1764 in Neustrelitz; † 2. September 1813 in Halle (Saale)) war ein deutscher Mediziner und Hochschullehrer.

## Leben
Nolde, Sohn und eines von acht Kindern des mecklenburg-strelitzschen Landrentmeisters Christian Friedrich Nolde († 1788), besuchte ab 1778 die Fürstenschule von Pforta. Nachdem er dort 1783 seine Schulbildung abgeschlossen hatte, kam er noch im selben Jahr an die Universität Göttingen, an der er das Studium der Medizin aufnahm. 1786/1787 setzte er kurzzeitig das Studium an der Universität Berlin fort, bevor er 1787 nach Göttingen zurückkam und dort 1788 zum Dr. med et chir. promoviert wurde. Anschließend ging er in seine Heimatstadt, in der er sich als praktischer Arzt niederließ.
Nolde habilitierte sich 1789 an der Medizinischen Fakultät der Universität Rostock und lehrte anschließend kurzzeitig als Privatdozent. Bereits 1790 wurde ihm eine Stelle als außerordentlicher Professor der Medizin übertragen. 1794 erhielt er die Stelle als dritter herzoglicher und damit ordentlicher Professor der Medizin, daneben wurde ihm 1797 die Stelle als Kreisphysikus in Rostock und ab 1805 zusätzlich die Stelle als Leibarzt am Hof der Herzöge von Mecklenburg übertragen. 1801/1802 unternahm er außerdem eine Studienreise nach Italien.
Nolde folgte 1806 einem Ruf als Professor der Geburtshilfe an das Collegium medico-chirurgicum Braunschweig. Er wurde dort Direktor der Entbindungsanstalt, Beisitzer im Obersanitätscollegium sowie Hof- und Leibarzt mit dem Titel Hofrat.
Nolde folgte schließlich 1810 einem weiteren Ruf an die Universität Halle. Dort erhielt er die ordentliche Professur der praktischen Medizin und wurde zugleich Direktor der klinischen Anstalten sowie Stadtphysicus. 
Nolde bemühte sich um die Reform der universitären Ausbildung der Geburtshilfe.

## Werke (Auswahl)
- Gedanken über die Bestimmung und den Nutzen einer medicinischen Aufklärung für studirende Nichtärzte, Adler, Rostock 1789.
- Die Schulen für Aerzte, Reichard, Braunschweig 1803.
- Gedanken über die zweckmässigste Einrichtung und Benutzung öffentlicher Entbindungsanstalten, Vieweg, Braunschweig 1806.
- Notizen zur Kultur-Geschichte der Geburtshülfe im Herzogthume Braunschweig, Henning, Erfurt 1807.
- Bemerkungen aus dem Gebiete der Heilkunde und Antropologie, in Rostock gesammelt, 2 Bände, Hemmerde und Schwetzsche, Erfurt 1807–1812
- De mutuae relationis principio theoriae medicae inserviente, Halle 1810.